# Pieter Westra
Pieter Westra (Den Haag, 20 april 1886 – Utrecht, 9 maart 1947) was een Nederlands bestuurder in Nederlands-Indië en Suriname.
Na het doorlopen van de HBS heeft hij Indologie gestudeerd aan de Universiteit van Leiden. In 1916 begon zijn carrière als bestuursambtenaar; zo was hij controleur bij het Binnenlandsch Bestuur in Soerabaja (Oost-Java) in het toenmalige Nederlands-Indië. Tijdens een verlof in Nederland werd hij in mei 1918 aangesteld tot waarnemend sub-agent voor de immigratie in Suriname waarna hij later sub-agent werd. In die tijd schreef hij soms artikelen voor tijdschriften als De West-Indische Gids en West-Indië. Landbouwkundig tijdschrift voor Suriname en Curaçao. Halverwege 1920 werd Westra gekozen tot lid van de Koloniale Staten en nadat Corstiaan van Drimmelen in januari 1921 eervol ontslagen was volgde Westra hem op als waarnemend agent-generaal voor de Immigratie.
Hoewel dit een aanstelling voor drie jaar betrof, vroeg hij binnen enkele maanden ontheffing van zijn detachering in Suriname om terug te kunnen keren in Indische dienst. Volgens krantenberichten uit die tijd speelde hierbij dat Westra geen voldoening vond in zijn werk omdat zijn functie niet met voldoende bevoegdheden was omkleed. Kort na het vertrek van Van Drimmelen waren de laatst Brits-Indiërs (Hindoestanen) die onder contract werkten vrijgekomen. Het scheppen van de functie van agent-generaal in 1872 volgde uit de onderhandelingen over een traktaat met de Engelse regering over het werven van contractarbeiders in Brits-Indië. De agent-generaal moest onder andere de belangen behartigen van de contractarbeiders die voor een periode van vijf jaar onder contract stonden en daarna gratis naar hun land terug konden keren. De instroom van Hindoestanen eindigde in 1916 toen de Britse regering de emigratie van contractarbeiders naar alle delen van de wereld stopte onder druk van de nationalistische beweging onder leiding van Mahatma Gandhi. Hoewel de immigratie van contractarbeiders uit Java nog steeds doorging was de functie van agent-generaal dus uitgehold. Verder kan hebben meegespeeld het feit dat er strubbelingen waren geweest tussen hem en de Nederlandsche Handel-Maatschappij (NHM) onder andere omdat Westra voorstander was van vrije immigratie en tegenstander van het opnemen van de poenale sanctie in het contract van de arbeiders. Als opvolger van Westra werd Samuel Henriquez de Granada aangewezen omdat hij de oudste districtscommissaris was.
Terug in Nederlands-Indië ging hij in Pasoeroean, ongeveer 10 kilometer ten zuiden van Soerabaja, werken als controleur. In juni 1924 werd Westra assistent-resident van Krawang met als hoofdplaats Poerwakarta (residentie Batavia) en midden 1925 kreeg hij 9 maanden verlof voor verblijf in Europa. In 1926 werd hij assistent-resident van Djokjakarta, in 1928 volgde daar promotie tot resident en in juli 1932 werd hem eervol ontslag verleend met buitenlands verlof.
Westra overleed begin 1947 in Utrecht op 60-jarige leeftijd.